# David de Burgh Graham
Pour les articles homonymes, voir David Graham (homonymie).
David de Burgh Graham, dit David Graham, né le 29 juillet 1981 à Sainte-Lucie-des-Laurentides (Québec), est un militant du logiciel libre, journaliste et homme politique canadien. Membre du Parti libéral du Canada, il siège à la Chambre des communes du 19 octobre 2015 au 21 octobre 2019 pour la circonscription de Laurentides—Labelle.

## Biographie
Bien que né à Sainte-Lucie-des-Laurentides, et ayant grandi à Sainte-Agathe-des-Monts au Québec, David Graham a été un résident de Guelph en Ontario pendant plusieurs années, jusqu'à son retour au Québec en 2010. Il a étudié à l'Université de Guelph de 1999 à 2001, et a été membre et directeur du Guelph Historical Railway Association. En 2009, il est employé au bureau de circonscription d'un député, et lors de son retour au Québec en 2010, il trouve un emploi sur la colline du Parlement à Ottawa.

### Communauté du logiciel libre
Dès l'âge de 18 ans, Graham est un rédacteur aux sites web de la communauté FLOSS DevChannel.org, freshmeat.net et plus tard des sites d'information Newsforge.com et Linux.com contrôlés par les prédécesseurs de Geeknet.
Il est cofondateur de l'Open and Free Technology Community (OFTC) à la fin 2001, quand le projet OpenProjects.net se sépare en OFTC et Freenode, où il est élu pour quatre mandats comme président et demeure à titre de conseiller honorifique. En 2002, OFTC rejoint Software in the Public Interest et Graham est élu au conseil d'administration en 2004,.

### Carrière politique
En septembre 2014, David Graham est choisi candidat du Parti libéral du Canada pour la circonscription de Laurentides—Labelle. Lors des élections fédérales, il est élu avec 32 % des voix, dans une lutte à trois avec les candidats du Bloc québécois et du Nouveau Parti démocratique.
Avec le député ontarien Mike Bossio, Graham est à l'origine de la création du caucus rural, un regroupement d'une quarantaine de députés libéraux provenant des régions rurales.
Le 21 octobre 2019, il est défait par Marie-Hélène Gaudreau du Bloc québécois qui obtient près de 50 % des voix et une majorité de près de 9 000 voix.

### Ferrovipathe
Graham est un éminent ferrovipathe,,
avec des photos qui apparaissent dans nombreuses publications,.
Il est reconnu en tant qu'expert en transport ferroviaire et transport en commun,,,,, et le journal Guelph Mercury l'a nommé parmi le « Top 40 Under 40 » pour son travail dans le domaine du transport en commun.